# 田中英也
田中 英也（たなか ひでや、1946年7月4日 - ）は、日本の経営者。アサヒペン社長を務めた。

## 経歴・人物
愛媛県出身。1969年に同志社大学文学部社会学科を卒業し、同年にアサヒペンに入社した。1982年2月に取締役に就任し、1989年5月に専務、1994年4月に副社長を経て、1995年4月に社長に就任。2003年7月に会長に就任。